# Taille directe

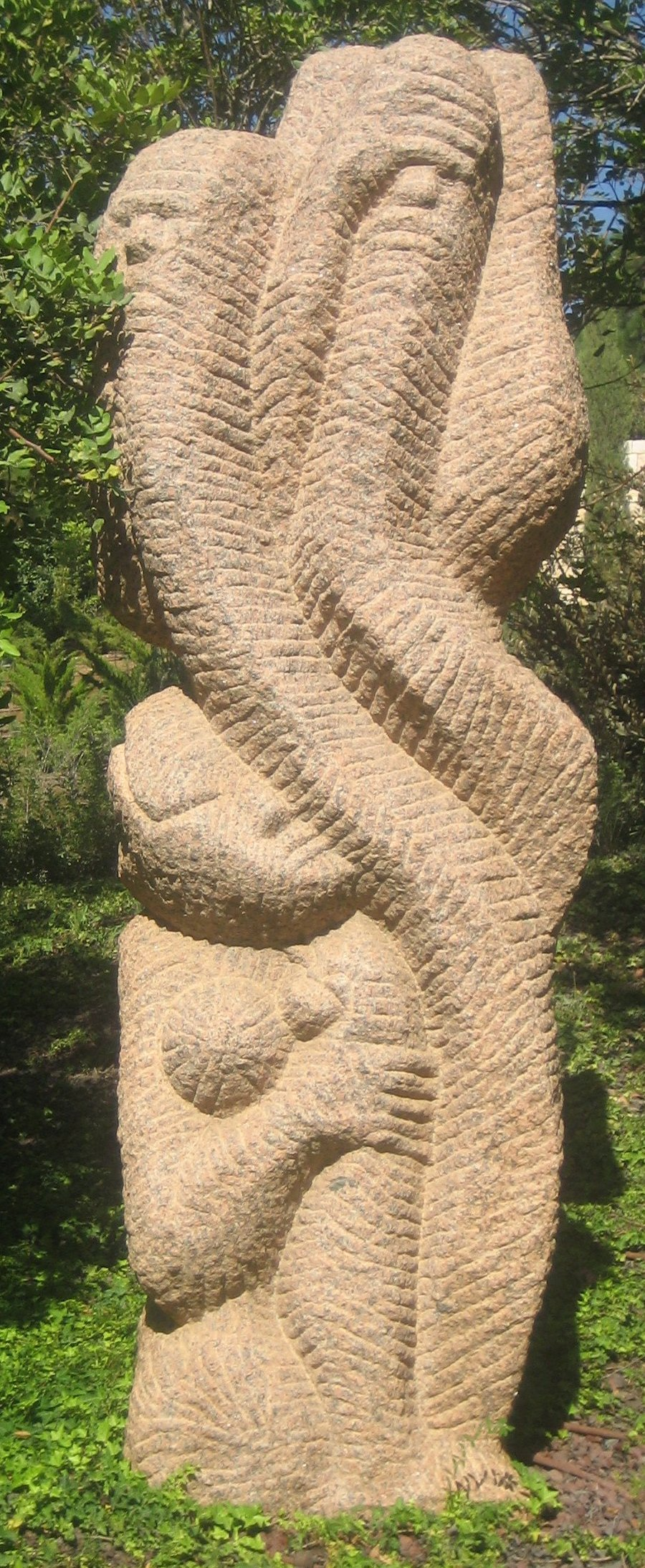
Taille directe: The Unknown Righteous Among the Nations door Shlomo Selinger in rood graniet

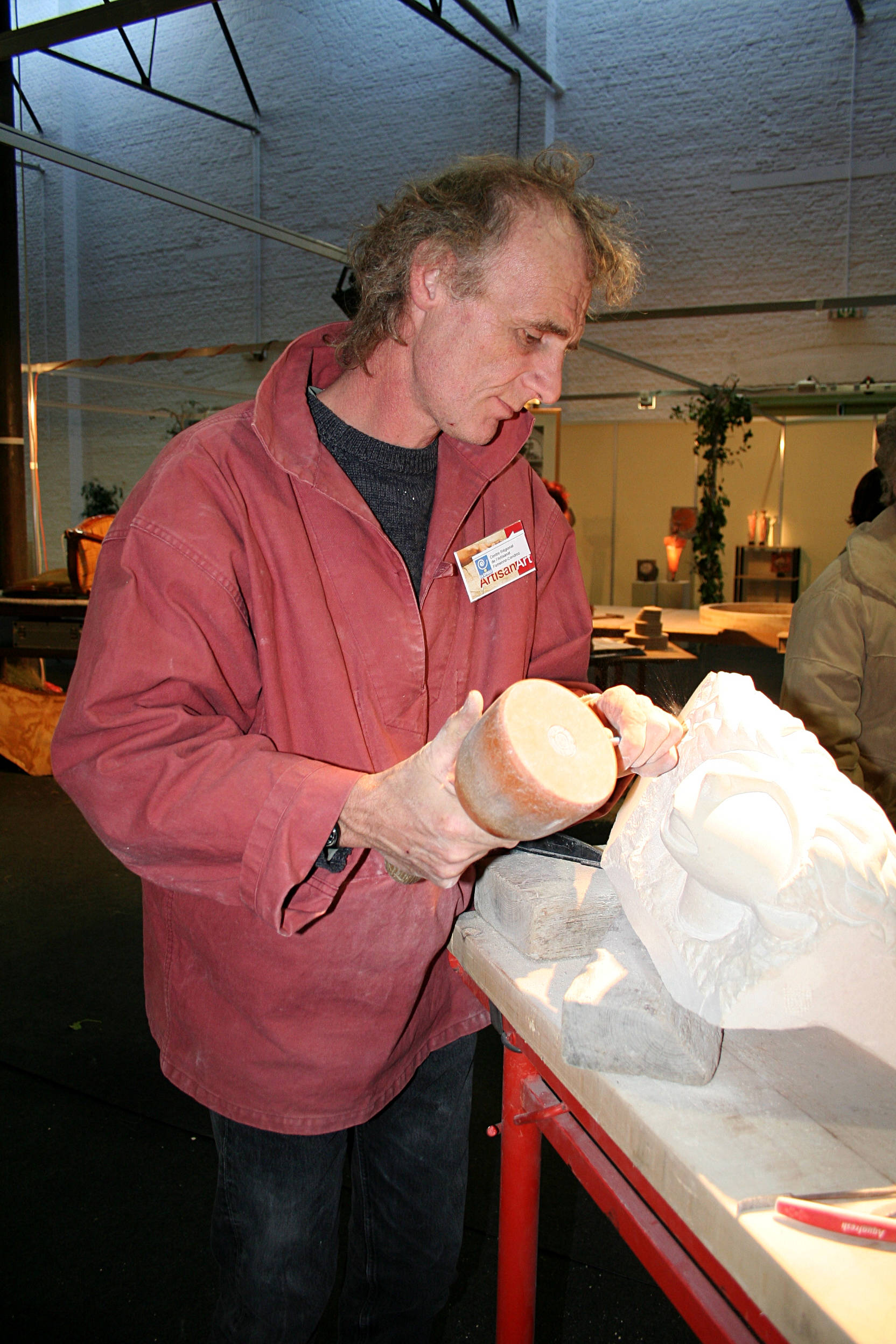
Beeldhouwen en taille directe

Beeldhouwen "en taille directe" is een beeldhouwtechniek waarbij de steenbeeldhouwer of houtsnijder rechtstreeks in de steen of het hout houwt, soms met een ruwe schets op papier of in bijvoorbeeld klei, maar zonder veel te meten, waarbij het beeldhouwwerk gaandeweg ontstaat.
Het voordeel van deze methode is de spontaniteit ervan, die de expressie ten goede kan komen; het nadeel is de grotere kans op onherstelbare fouten.

## Direct en indirect
Het hakken "en taille directe" is vooral in het begin van de twintigste eeuw weer sterk in opkomst geraakt, omdat in de 19e eeuw het beeldhouwen steeds meer volgens strikte regels en werkvolgorden verliep. De "taille indirecte", de tegenhanger van het hakken en taille directe, is het nauwkeurig kopiëren van een tevoren geboetseerd model, met behulp van bijvoorbeeld een punteerapparaat of passers.
Bij ingewikkeld beeldhouwwerk is punteren wel sneller dan taille directe, omdat het zoeken naar de juiste vorm tijdens het boetseren gebeurt en niet tijdens het hakken zelf, zodat veranderingen eenvoudig zijn aan te brengen. De indirecte methode vereist wel veel meer discipline van de beeldhouwer, omdat allerlei meetpunten stuk voor stuk exact moeten worden overgezet in de steen. Hoewel dit de beeldhouwer veel houvast biedt, omdat hij beter in de hand kan houden hoe het eindresultaat er uit gaat zien, en hij problemen bij de uitvoering kan voorkomen, kan het beperkend werken op de expressie.
De 'taille directe' is voor beeldhouwers die zelf hun werk uitvoeren inmiddels de meest gebruikte methode. De beeldhouwer kan zich hierbij laten leiden door de vorm van een ruwe steen, een vorm die hij in gedachten heeft of een klein model als geheugensteun. Vervolgens houwt hij of zij zich al zoekend een weg naar het uiteindelijke sculptuur.